# وحيدات الخلية محبة الحرارة
وحيدات الخلية محبة الحرارة (الاسم العلمي: Caldimonas) هي جنس من البكتيريا، سلبية الغرام، تتبع فصيلة الكوماموناسيات.